# Euphorbia haeleeleana
Euphorbia haeleeleana es una especie fanerógama perteneciente a la familia de las cactáceas. Es endémica de las islas de Kauai y Oahu, en Hawái. Está amenazado por la pérdida de hábitat.

## Descripción
Se encuentra en los bosques tropicales secos de la costa y en los bosques húmedos. Se encuentra asociada con Metrosideros polymorpha, Acacia koa, Diospyros sandwicensis, Aleurites moluccana, Dodonaea viscosa, Erythrina sandwicensis, especies de Pleomele, Reynoldsia sandwicensis, y Sapindus oahuensis. Es un pequeño árbol que alcanza los 3-14 m de altura.

## Taxonomía
Euphorbia haeleeleana fue descrita por William Herbst y publicado en Pacific Science 25(4): 489. 1971.
Etimología
Euphorbia: nombre genérico que deriva del médico griego del rey Juba II de Mauritania (52 a 50 a. C. - 23), Euphorbus, en su honor – o en alusión a su gran vientre – ya que usaba médicamente Euphorbia resinifera. En 1753 Carlos Linneo asignó el nombre a todo el género.
haeleeleana: epíteto